# Navy SEALsの選抜訓練

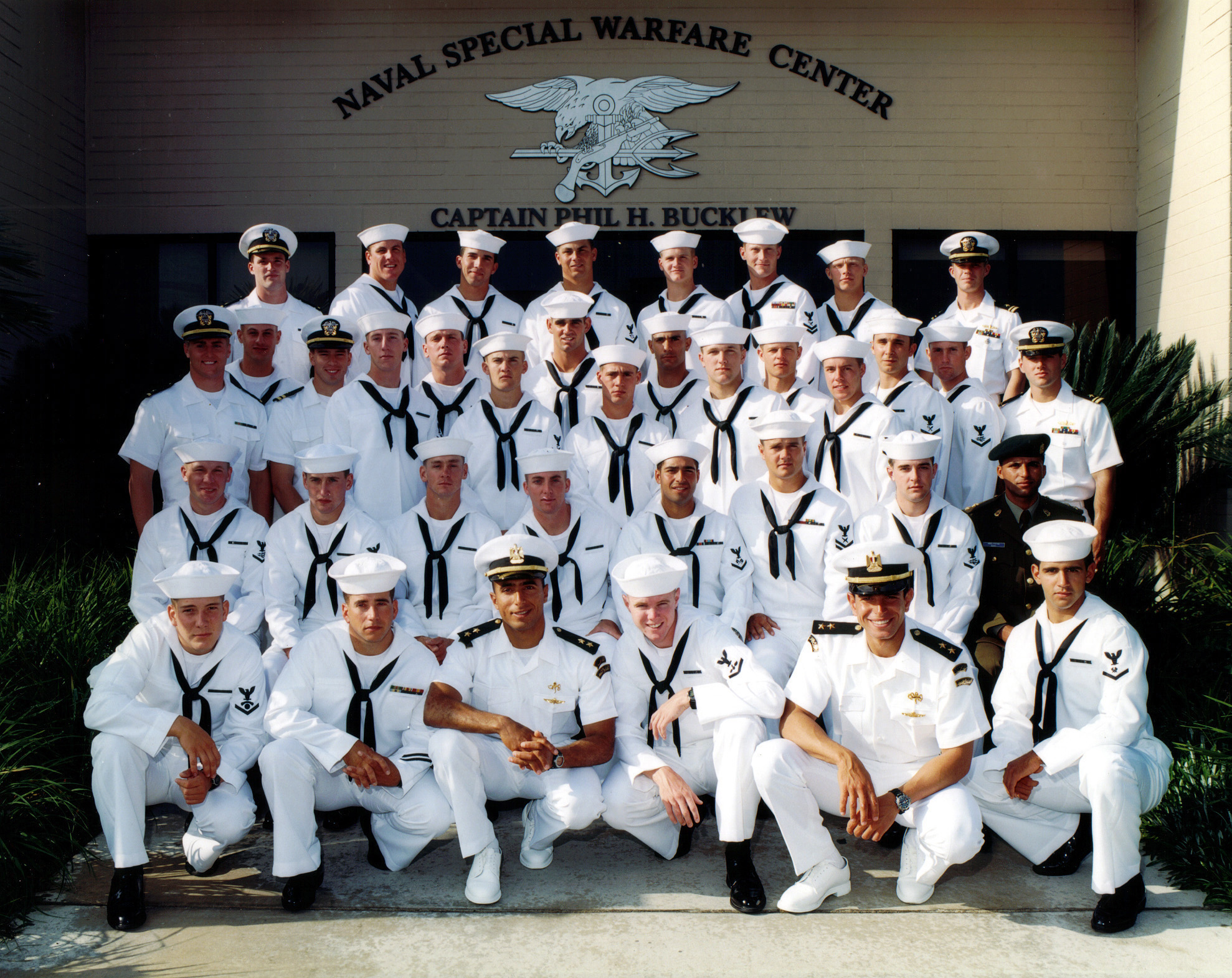
BUD/S 236期卒業生(海軍特殊戦センターの前にて、2001年10月19日)。最後列の一番左にいるのが名誉勲章を受け取ったマイケル・P・マーフィー

Navy SEALsの選抜訓練（ネイビーシールズのせんばつくんれん）
この項目では、アメリカ海軍の特殊部隊であるNavy SEALsに所属する隊員がどのような方法で訓練を実施しているのかを解説する。
一般的な隊員は海軍特殊戦章を授与される前に一連の訓練過程で1年以上を過ごす。そして海軍下士官兵役適性区分(Navy Enlisted Classification、NEC)5326戦闘水泳員(SEAL)あるいは海軍士官の場合なら海軍特殊戦(SEAL)将校となる。全てのSEALs隊員は基礎水中爆破訓練(Basic Underwater Demolition/SEAL、BUD/S)として知られる24週間の「Aスクール」と基礎空挺降下訓練、26週間のSEAL資格訓練を受けなければならない。
SEAL衛生兵訓練を受ける全ての隊員及び海軍特殊戦コマンドから選出された隊員は6ヶ月間の高度衛生訓練18Dに参加し、作戦部隊に加わる前にNEC SO-5392、海軍特殊衛生兵の資格を習得しなければならない。一度SEALs訓練過程を修了し、新しいチームで作戦が開始する隊員は各人の6ヶ月の派遣の前に、休暇を含む18ヶ月の訓練を受けることが可能である。

## 選抜
|                                | 通過率 |
| 入隊希望署名                   | 79%    |
| 新兵訓練段階                   | 58%    |
| SEAL前オリエンテーションの達成 | 90%    |
| SEALオリエンテーションの達成   | 85%    |
| BUD/S 第1段階の達成            | 33%    |
| BUD/S 第2段階の達成            | 87%    |
| BUD/S 第3段階の達成            | 96%    |
| 空挺学校段階                   | 100%   |
| SEAL資格訓練の達成             | 99%    |

Navy SEALsへの入隊は任意であり、下士官も兵士も並んで訓練を受ける。SEALsに志願するためには、アメリカ海軍に所属する18-29歳の男性米国民でなければならない。アメリカ合衆国の同盟国軍の人員はしばしばBUD/S訓練に参加することもある。交換プログラムが廃止された2011年までは アメリカ沿岸警備隊の人員もSEALsに志願することができた。例外として、保護者の許可があれば17歳でも、状況に応じて29-30歳の年齢でも訓練を受けることができる。全ての志願者は高い学力を有していなくてはならず、ASVABテストで少なくとも220点を取る必要があり、英語の全ての面に熟達していなくてはならない。また0.27以上の視力(矯正して1.0)を持ち、SEAL体力審査テスト(PST)を通過できなくてはならず、薬物乱用の前歴があってはならない。最後に、志願者はその経歴や犯罪への考え方、市民としての行動などから判断される「良心を持った性格」でなければならない。
2015年8月、アメリカ海軍は男性と同じ要件を満たすことができるならばという条件付きで、女性をSEALsに加える計画を立てた。当時のバラク・オバマ大統領と国防総省は相応の期間内に、正当な懸念のために国防長官の発動する例外を除いて、軍服を着用する部署全てに女性の受け入れを開始することを決定した。
2024年現在、完全に訓練を突破した女性は存在していないが、2021年7月にシールズをはじめとする特殊部隊を支援するSBT（特殊舟艇チーム）に史上初の女性SWCC（特殊戦艇戦闘員）が誕生した。

### 審査
BUD/Sに参加するためにはSEAL体力審査テスト(SEAL Physical Screening Test、PST)を通過しなければならず、以下の最低限の要件を達成する必要がある。
- 9分以下から12分30秒で460メートルを平泳ぎ又は横泳ぎで泳ぐ
- 2分以内に50回から90回以上の腕立て伏せを行う
- 2分以内に50回から90回以上の腹筋運動を行う
- 時間制限なしで10回から18回以上の懸垂を行う
- 9分以下から10分30秒で2.4キロメートルをブーツを着用して走る

## 海軍特殊戦準備学校(8週間)
訓練はイリノイ州グレート・レイクス海軍基地、海軍特殊戦新兵訓練センターから始まる。ここでは、志願者はSEALsになろうとすることだけを要求され、「クラッシュ・コース（Crush Course）」へと進む。
クラッシュ・コースは最初の体力審査テストから始まり、
- 20分以内に940メートルをフィンを着用して泳ぐ。
- 2分以内に70回以上の腕立て伏せを行う。
- 2分以内に60回以上の腹筋運動を行う。
- 2分間に10回以上の懸垂を行う。
- 31分以内に6.4キロメートルをブーツを着用して走る。

など、さらに難しい体力審査テストで終わる。訓練は志願者がBUD/Sの準備ができるよう、二つの体力審査テストの間で志願者の肉体的な能力を高められるようになっている。最後のテストに合格できなかった候補生はSEALsの選抜訓練から除外され、海軍の別の任務に就くことになる。

## 基礎水中爆破訓練(BUD/S、24週間)
BUD/SはSEAL志願者の心身のスタミナとリーダーシップを訓練する24週間の訓練である。それぞれの段階で定期的に体力テストが行われ、時間制限が毎週厳しいものになっていく。訓練は3週間のオリエンテーションと3つの段階、すなわち7週間の体力調整、7週間の潜水訓練、7週間の地上戦訓練からなり、士官も兵も同じ過程を経験する。チームとして働く候補者のスタミナ、リーダーシップを確かめ、向上させる訓練となっている。

### オリエンテーション(INDOC、3週間)
BUD/SのINDOCはカリフォルニア州コロナド、海軍特殊戦センターで志願者をBUD/Sの様式に近づける3週間の訓練過程である。INDOCの間、志願者はSEALインストラクターの下でBUD/Sの体力訓練、障害走コース、他の独特の訓練を行う。この訓練は志願者に第1段階の1日目の準備をさせる目的がある。

### 第1段階: 体力調整(7週間)
BUD/Sの第1段階では、体力調整、水に関する能力、チームワーク、精神的な粘り強さでSEAL志願者を評価する。体力調整はランニング、水泳、柔軟運動などからなり、週が進むにつれて難しくなっていく。志願者は毎週、時間制限が設けられたブーツ着用の6.4キロメートル走や、海上でフィン着用の2.4キロメートル遠泳、及び小型舟艇の操船術を訓練する。
体力調整の最初の2週間は、3週目の「地獄週間(ヘル・ウィーク)」の準備にあてがわれる。地獄週間の間、志願者は5日半の訓練に参加する。それぞれの志願者の睡眠時間は長くても合計4時間程度であり、320キロメートル以上を走り、1日に20時間以上体力訓練を行う。残りの4週間は海路調査の実行や海図の作成などを学ぶ。
その困難な訓練のため、第1段階の間はかなりの数の志願者がBUD/Sに参加するという自らの決定に疑問を抱き始め、要請脱落(Drop on Request、DOR)を選ぶ。DORを選んだ志願者は伝統的に、自分のヘルメット・ライナーを落とし、真鍮の鐘を3回鳴らしてからその場を去る。
全ての志願者が地獄週間後24時間以内に2回の健康診断を受けに来るという報告がなされている。
2022年2月4日、3週目の「地獄週間(ヘル・ウィーク)」期間中に1名が死亡、1名が負傷し病院へ搬送された。

### 第2段階: 戦闘潜水 (7週間)
BUD/Sの潜水訓練の段階は訓練を受けてきたSEAL志願者に戦闘水泳員としての資格を与える。この期間中、体力訓練も続けられ、さらに厳しい内容になる。第2段階は戦闘用のSCUBAの訓練を主とする。志願者は開放回路型(圧縮空気)と閉鎖回路型の2種類のSCUBAを学ぶ。また、基礎潜水医学と衛生技術訓練も行われる。特徴的な訓練として「溺死防止訓練」がある。両手と両足を縛られた状態で
- プールの底から水面まで20回、あるいは5分間往復する
- 5分間浮き続ける
- プールの浅い側へ50メートル泳ぎ、底に足をつかずに反転して反対側へ50メートル泳いで戻る
- 水中で前後に回転する
- プールの底にあるシュノーケルを口で回収する
- プールの底から水面まで5回往復する

のような内容の訓練を続けて行うものである。
行動開始点から作戦地点への移動手段として潜水を用いるため、長距離潜水を訓練して志願者を一人前の戦闘水泳員にすることが訓練の目的である。これがSEALsと他のアメリカ軍の特殊部隊の相違点である。
ストレスが多く不快な環境下で成功する能力を持った志願者は第2段階でも比較的成功しやすいとされるがそれに対して水中が苦手な志願者はしばしば成功するのに苦労するため、この段階は個々の努力はもちろんであるが水中に対しての潜在的な能力も試されているといえる。

### 第3段階: 地上戦(7週間)
地上戦の段階では、基本的な武器、建物の破壊、ランドナビゲーション、哨戒、懸垂下降、射撃術、小規模な部隊での戦術などが教えられる。第3段階の間、志願者達は任務の達成のために情報を集め、処理する方法を学ぶ。地図、方位磁針、ランドナビゲーション、基本的な武器の技術を教える多くのクラスもある。これらの技術を用いることで、志願者は野外でより快適に過ごせるようになる。この訓練の多くは志願者にとって新しく、学習のペースはより速くなる。
訓練の最後の3週半の間、志願者はコロナドから95キロメートル離れたサン・クレメンテ島に移動する。島で志願者は、第3段階で習得した技術を使う。日はより長くなり、より日差しは強くなる。太陽は任務の時間を計るためにも使われる。訓練は毎日行われ、弾薬と爆薬を扱っているという危険と隣り合わせの状況でありながら睡眠時間も少なく、ある意味訓練(BUD/S)の中で最も過酷な場所であるといえる。
BUD/S訓練
- 第1段階
志願者に自らの指導の意義を聞かせる245期Navy SEALSインストラクター。
- 第1段階
「波の拷問」に耐える志願者。画像右が名誉勲章を受け取ったマイケル・モンスーア。
- 第1段階
泥に覆われる志願者。
- 第1段階
チームで電柱ほどの大きさの丸太を運ぶ志願者。
- 第1段階
「地獄週間」の最後に演説を行うマイク・マレン海軍作戦部長。
- 第2段階
手足を縛られた状態で「溺死防止訓練」を受ける志願者。
- 第2段階
溺れている被害者に扮してプール内で志願者を襲うBUD/Sインストラクター。
- 第2段階
プールで潜水訓練を始める志願者。
- 第2段階
潜水の前に装備の安全確認を行う志願者。
- 第3段階
サン・クレメンテ島で上陸訓練を行う志願者。
- 第3段階
コロナド海軍水陸両用基地で哨戒する志願者。
- 第3段階
サン・クレメンテ島で爆破訓練として爆薬を爆発させる志願者。
- 第3段階
サン・クレメンテ島での実弾射撃訓練の間照明弾に照らされる志願者。
- 第3段階
ラグナ山でのランドナビゲーション訓練で地図に座標を記入する志願者。
- 雑誌「オール・ハンズ」の2004年8月の記事より「地獄週間」の写真。

## 空挺降下訓練(3週間)
BUD/Sの訓練を通過したSEAL訓練生はカリフォルニア州サンディエゴでスタティックライン降下やフリーフォール降下など戦術航空作戦の訓練を受ける。3週間の訓練プログラムは国際的なインストラクターによって非常に規格的に構成されており、短期間で安全に必要とされる空挺隊員を養成できるようになっている。
訓練コースは3週間続き、1週目は地上訓練で、降下と着地の基本技術を学ぶ。2週目は高さ10.4mの塔からの降下着地訓練や、ブランコ式の着地訓練を装置を使っての訓練が行われる。3週目には、訓練生は基礎的なスタティックライン降下や戦闘装備を着用してのフリーフォール降下から、最終的には戦闘装備を着用して最小高度3キロメートルから夜間の降下などを行わなければならない。

## SEAL資格訓練(SQT、26週間)
SEAL資格訓練(SEAL Qualification Training、SQT)は訓練生を海軍特殊戦の基本的なレベルからより高度で戦術的なレベルへと引き上げる26週間の訓練である。SEALチームに加わるに当たって必要となる重要で戦術的な知識を訓練生に教え込むような訓練になっている。
クラスでは武器の訓練、CQC、小規模部隊での戦術、ランドナビゲーション、建造物の破壊、近接格闘、アラスカ州コディアック島での寒冷地訓練、医療技術、海洋での作戦などにおいて高度な技術を学ぶ。卒業前には生存、回避、抵抗、逃亡訓練にも参加する。
SQTの修了の際、どの新しい隊員がSEALチームに配属され、派遣の前に高度な訓練を受けるか割り当てられた上で、海軍特殊戦章「三又鉾」を授与される。
SEAL資格訓練
- キャンプ・ペンドルトンでの実弾射撃演習中に味方を移動させる訓練生。
- 室内制圧演習を指揮するSQTの訓練生。
- CQC施設からの行軍。
- SQTの最終段階であるコディアック基地での寒中訓練。
- 海洋作戦の訓練中にコロナド海軍水陸両用基地で海へ進出するSQT訓練生。

## SEAL部隊訓練(TRP)
SQTの後、新しいSEAL隊員たちはSEALチーム、及び部隊(TRP)、従属の小隊(PLT)への編入の命令を受ける。どこへ配備されても、隊員はそれぞれの小隊に配備される。通常ワークアップ、配備前ワークアップは12-18ヶ月のサイクルで行われ、3つの段階に分けられる。

### 高度特別訓練
ワークアップの第1段階は高度特別訓練である。高度特別訓練では、隊員は6ヶ月間、個別にいくつかの公式・非公式な学校で訓練を受ける。また小隊を集団、つまり作戦部隊として動かすため必要な資格や技能について訓練を行う。チーム及び小隊の必要に応じて、隊員には以下の技能のいくつかを身につけることが期待される。
- 狙撃手 / 前哨狙撃手
- 高度な近接戦闘 / ブリーチャー(障害突破 / 侵入方法)
- 秘密潜入(機械的・電子的な迂回)
- 海軍特殊戦闘コース(NSWCFC)
- 高度特殊作戦(MSO)
- 専門監視作戦
- 高度な潜水技術(自衛、再結集、警護)
- 登攀 / ロープ技術
- 高度な航空作戦(ジャンプマスター、パラシュートリガー)
- 潜水主任 / 潜水整備・修理
- 区域保安員
- 高度な建造物の破壊
- 高い脅威からの警護(PSD)(アメリカ及び諸外国の要人、高い価値のある人物)
- インストラクター・スクール / 習熟訓練スペシャリスト
- 無人航空機操作員
- 語学学校
- 統合特殊作戦部隊及び職業軍人の教育(JPME)

### 部隊レベル訓練
ワークアップの第2段階は部隊レベル訓練(Unit Level Training、ULT)と呼ばれている。ULTはそれぞれのグループ(NSWG1/NSWG2)訓練に関係なく行われる6ヶ月の訓練であり、隊員達はTRP/PLTごとの任務で中心となる技術、すなわち小規模な部隊の戦術、地上戦、近接戦闘、市街戦、海上阻止・船舶臨検(VBSS/GOPLATS)、戦闘水泳、長距離目標阻止、固定翼/回転翼機航空作戦、特殊偵察などを学ぶ。

### 任務群レベル訓練
ワークアップの第3段階は任務群レベル訓練である。任務群レベル訓練は部隊が最後に行う6ヶ月の訓練であり、特殊舟艇チーム(SWCC)、諜報(SI、HI、ETC)チーム、暗号解読支援チーム、通信(MCT、JCSE)衛生チーム、爆発物処理チーム、通訳・語学者などを訓練する。統合特殊作戦タスクフォース(JSOTF)の下で部隊(TRP)の活動を同期させるため、最終証明演習(CERTEX)は全SEAL部隊合同で行われる。CERTEXの後、SEALチームはSEAL部隊となり、派遣のため保証される。
一度保証されると、SEALチーム/部隊は特殊作戦タスクフォース(SOTF)となるためJSOTF及び担当の地域のチームと統合され、また統合タスクフォース(JTF)やタスクフォース(TF)として他国軍と協力することもある。一度割り当てられると、部隊は作戦地域(AOR)を与えられ、統合された/単独の部隊は任務を行うため、部隊を分散させることもある(PLT-20、SQD-10、TM-5など)。NSW部隊は60人から200人以上で構成され、SEALs及びUSSOCOMのいかなる部隊とも作戦を行うことができる。SEALチーム/部隊は12-24ヶ月のサイクルを保ち、6ヶ月間派遣される。
SEAL部隊(TRP)訓練
- 2004年の統合民間方針会議で船舶臨検(VBSS)の技術を示すSEAL隊員。
- 統合訓練演習で空軍第8特殊作戦飛行隊のCV-22に吊り上げられているSEAL隊員。
- 演習で、潜水装備を着用して海岸を偵察するSEAL隊員。
- 戦術機動訓練。
- 近接戦闘訓練。